# Patricia Pérez Fos
Patricia Pérez Fos (Sueca, 8 de agosto de 2004) es una deportista española que compite en gimnasia rítmica, en la modalidad de conjuntos.
Es integrante del conjunto español, entrenado en el CAR de Madrid por la seleccionadora Alejandra Quereda y por Ana María Pelaz.
Ganó cinco medallas en el Campeonato Mundial de Gimnasia Rítmica, en los años 2022 y 2023, y cinco medallas en el Campeonato Europeo de Gimnasia Rítmica entre los años 2022 y 2024.
Además, obtuvo algunos podios en la Copa del Mundo, destacando la etapa de Bakú de 2024, en la que terminó en primer lugar en el concurso general y en el segundo en la rutina de tres cintas y dos pelotas.
Participó en los Juegos Olímpicos de París 2024, ocupando el décimo lugar en la prueba de grupos.
El 14 de diciembre de 2024, anunció su retirada de la gimnasia rítmica profesional.

## Palmarés internacional
| Campeonato Mundial | Campeonato Mundial | Campeonato Mundial | Campeonato Mundial         |
| Año                | Lugar              | Medalla            | Prueba                     |
| ------------------ | ------------------ | ------------------ | -------------------------- |
| 2022               | Sofía (Bulgaria)   | Medalla de bronce  | Concurso completo          |
| 2022               | Sofía (Bulgaria)   | Medalla de bronce  | Equipo                     |
| 2022               | Sofía (Bulgaria)   | Medalla de bronce  | 5 con aro                  |
| 2023               | Valencia (España)  | Medalla de plata   | 5 con aro                  |
| 2023               | Valencia (España)  | Medalla de bronce  | Concurso completo          |
| Campeonato Europeo |                    |                    |                            |
| Año                | Lugar              | Medalla            | Prueba                     |
| 2022               | Tel Aviv (Israel)  | Medalla de plata   | 3 con cinta + 2 con pelota |
| 2023               | Bakú (Azerbaiyán)  | Medalla de bronce  | 3 con cinta + 2 con pelota |
| 2024               | Budapest (Hungría) | Medalla de oro     | 3 con cinta + 2 con pelota |
| 2024               | Budapest (Hungría) | Medalla de plata   | 5 con aro                  |
| 2024               | Budapest (Hungría) | Medalla de bronce  | Concurso completo          |